# 틀라코탈판

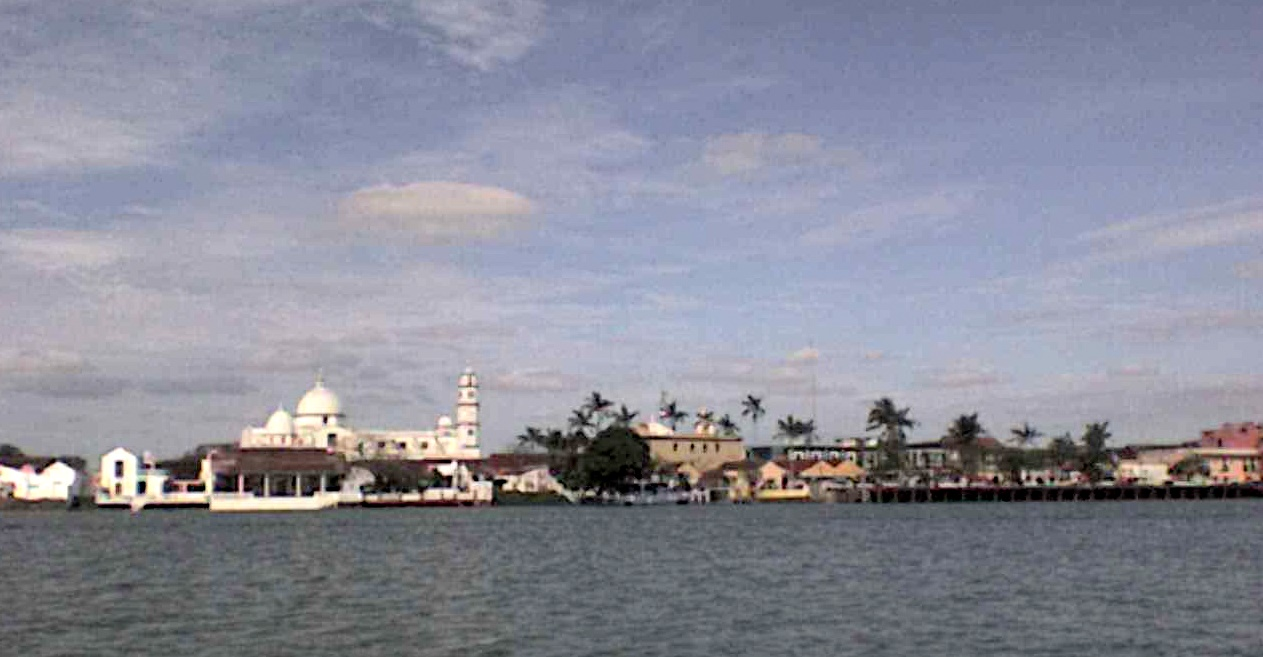
틀라코탈판

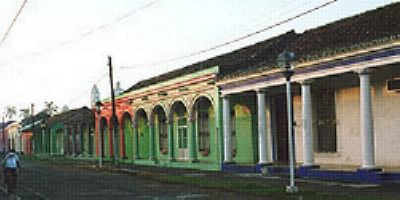
틀라코탈판의 거리

틀라코탈판(스페인어: Tlaquepaque)은 멕시코 베라크루스주에 위치한 도시로 높이는 10m, 인구는 8,853명(2010년 기준)이다. 스페인의 식민지 양식의 도시 구조와 건축물들을 유지하면서 스페인과 카리브 해 지역의 전통 문화를 융합한 건축물들이 남아 있다. 이 곳에 있는 역사적 기념물군은 1998년 유네스코 세계유산으로 등재되었다.